# Kurilerna

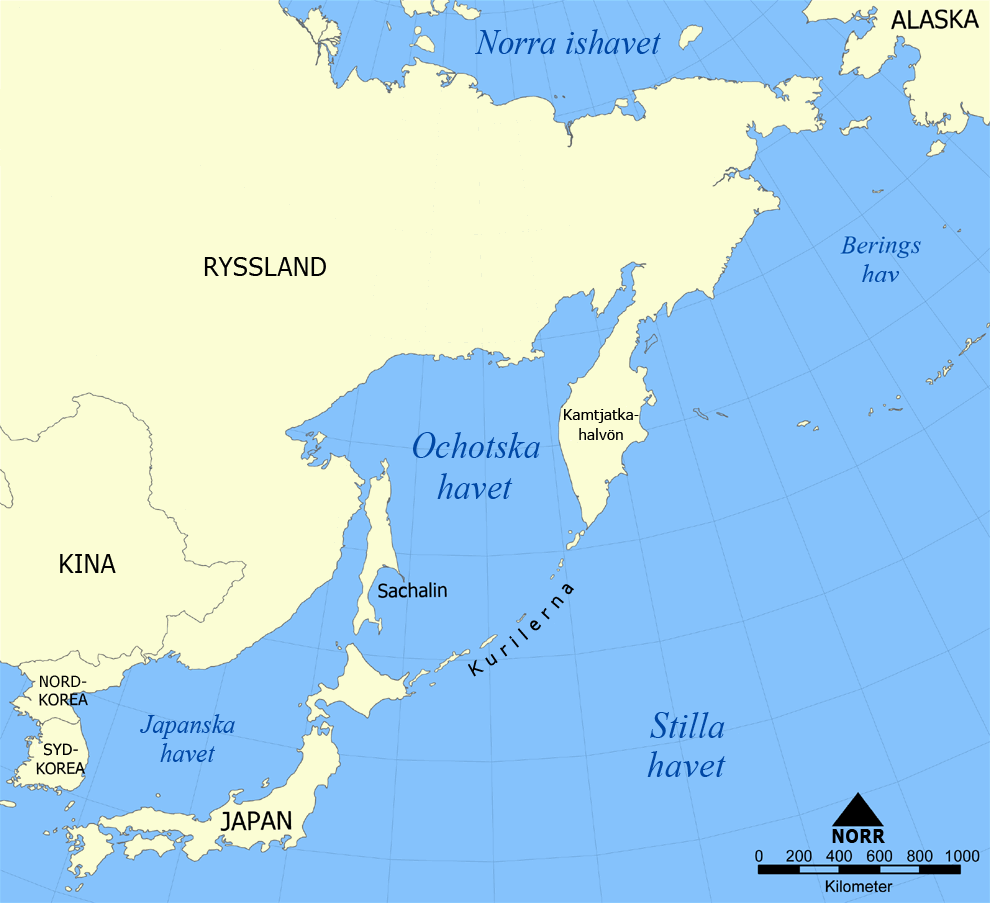
Kurilerna ligger mellan Hokkaido och Kamtjatka.

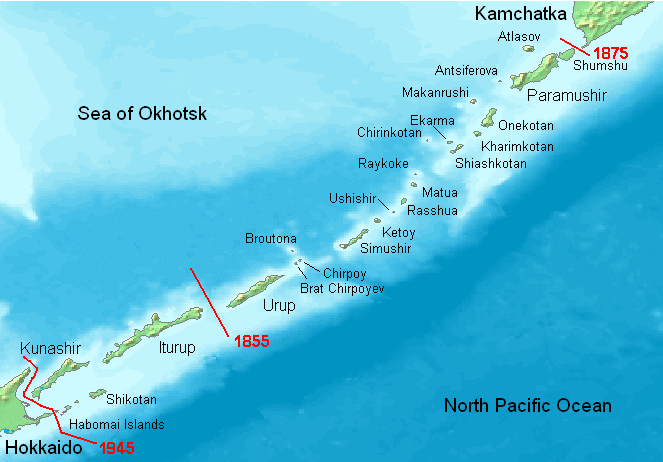
Kurilerna med demarkationslinjer vid olika tidpunkter.

Kurilerna är en ungefär 1 300 kilometer lång rad av öar som går från Kamtjatkas södra spets i sydvästlig riktning till nordöstra delen av Hokkaido. Ögruppen har omväxlande tillhört Ryssland (Sovjetunionen) och Japan. Antalet öar är mellan 50 och 60 och deras sammanlagda yta är knappt 16 000 kvadratkilometer. Många är mer eller mindre kobbar och skär.
Alla öarna är i dag under rysk jurisdiktion och ingår i Sachalin oblast i Ryssland, även om Japan hävdar att de fyra sydligaste hör till dess territorium.

## Nomenklatur
Ökedjans ryska beteckning är Кури́льские острова́, Kuril'skie ostrova, med betydelsen "Kurilöarna".
Kurilerna heter på japanska Chishima Rettō (千島列島), bokstavligen "Ögruppen Tusenöarna". Namnet Kuril härrör från ainu, talat av öarnas ursprungliga invånare, där "kur" betyder människa. Det kan också ha samband med namn på andra öar, som traditionellt bebotts av ainu-folk, såsom Kuyi eller Kuye för Sachalin och Kai för Hokkaidō.

## Administrativ indelning
Administrativt är ögruppen indelad i de tre rajonerna Juzjno-Kurilskij, Kurilskij och Severo-Kurilskij, med totalt 19 576 invånare vid folkräkningen 2010. Största stad är Juzjno-Kurilsk med 5 832 invånare vid samma tidpunkt. Störst folkmängd har öarna Paramusjir och Iturup.

## Geografi
Öarna vilar på en bergsrygg under vattnet. Formationen liknar kvarstående pålar till en brygga, som en gång förenat Kamtjatka med Hokkaido. De flesta "pålarna" består av lavaformationer (andesit och basalt). Vulkanisk aska ingår också som en viktig beståndsdel. Flera av öarna har troligtvis uppstått genom anhopning av aska som förts dit av havsströmmar. Det finns 23 vulkaner i området. 13 av dem är ännu verksamma. Heta källor och jordbävningar förekommer rikligt. De flesta öarna i Kurilerna är höga. Ögruppen är en vulkankedja som skiljer Ochotska havet från Stilla havet. Sydost om Kurilerna ligger djuphavsgraven Kurilergraven.
De mineraler som förekommer är järn och koppar.

## Ekologi
De sydligare öarna är täckta ända till toppen av en rik vegetation som får sin karaktär av mörka barrträd, särskilt dvärgtall (Pinus pumila). Det finns också poppel, björk, vide och dvärgek. De nordligaste öarna är till stor del täckta av snö och har tunn växtlighet endast vid stränderna. Djurvärlden representeras av varg, sobel, röd och svart räv, bäver samt utter. Befolkningen utgjordes tidigt av ainu. Många av öarna är dock obebodda av människor.

## Historia

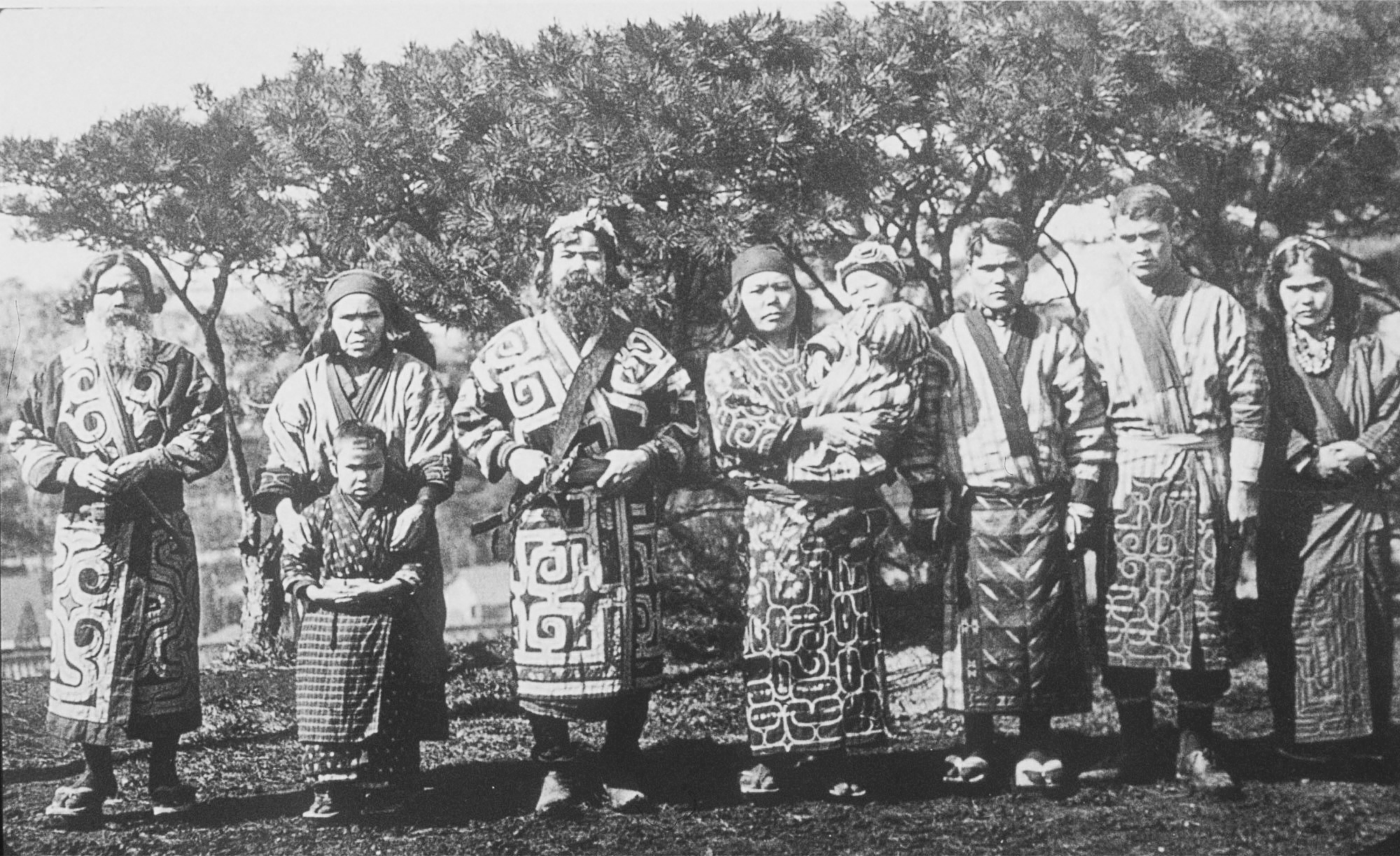
En grupp ainu fotograferade 1904.

Ainu är ett av ursprungsfolken på Kurilerna. Ökedjan kom först under nominell japansk administration under Edoperioden, i form av anspråk från Matsumae-klanen. Dokumenterat är att etniska japaner kände till de nordliga öarna för 375 år sedan. Handel mellan dessa öar och Ezo (Hokkaidō) hade dock bedrivits länge dessförinnan. På "Shōhō Onkuko Ezu", en karta över Japan, upprättad 1644 av Tokugawa-shogunatet, finns 39 större och mindre öar utritade nordost om Shiretoko-halvön och Kap Nosappu. Ainu-folket kuvades och japaniserades under 1800-talet.
Ryssland började rycka fram mot Kurilerna från tidigt 1700-tal. Ryssarna skickade visserligen ofta expeditioner för utforskning och bedrev jakt på havsutter, men de kom aldrig söder om Urupön. Ryssar hade en bosättning på Iturup under 1700-talet. Tokugawa-shogunatet kontrollerade öarna söder därom och höll vakter stationerade på dessa öar för att förhindra utländska strandhugg.
År 1811 blev den ryske kaptenen Vasilij Golovnin och hans besättning, vilka hade lagt till vid Kunasjir under en hydrografisk kartläggning, tillfångatagna av vasaller till Nambu-klanen och skickade till Matsumae-myndigheterna. Då en japansk köpman, Takadaya Kahei, likaså blivit gripen av ett ryskt skepp nära Kunasjir, kom Japan och Ryssland att ta upp förhandlingar om att fastlägga gränsen mellan de båda länderna.
Ett fördrag om handel, sjöfart och gränsdragning slöts 1855, och gränsen blev fastställd mellan Iturup och Urup. Gränsöverenskommelsen bekräftade att Japans territorium sträckte sig söderut från Iturup och ryskt territorium gällde norr om Urup. Sachalin förblev en plats, där folk från båda länderna kunde bo. Japanerna var dock inte tillfreds med det senare otydliga gränsförhållandet och utverkade ett nytt fördrag 1875, fördraget i Sankt Petersburg, vilket resulterade i att Japan avträdde alla rättigheter över Sachalin i utbyte mot att Ryssland överlämnade alla Kurilernas öar norr om Urup till Japan.
Under det rysk-japanska kriget 1904–1905, ledde Gunji, en pensionerad japansk militär och bosättare på Sjumsjuön, en invasionsstyrka till Kamtjatkas kust. Ryssland skickade förstärkningar till området för att gripa och internera gruppen. När kriget var över erhöll Japan fiskerätt till 1945 på ryskt vatten som del i ett rysk-japanskt fiskeriavtal.
Under sin väpnade intervention i Sibirien 1918–1925 ockuperade japanska styrkor från norra Kurilerna, tillsammans med USA och europeiska styrkor, södra Kamtjatka. Japanska fartyg utförde anfall från havet mot Petropavlovsk-Kamtjatskij.
Sovjetunionen återtog södra Sachalin och hela Kurilerna med våld under andra världskrigets allra sista dagar (se San Francisco-traktaten), men Japan vidhåller ett krav på de fyra sydligaste öarna Kunasjir, Iturup, Sjikotan, och Habomai-holmarna, tillsammans benämnda de Norra territorierna. Oegentligheterna går under namnet dispyten om Kurilerna.

### Kurilerna under andra världskriget
Den 22 november 1941 beordrade Amiral Isoroku Yamamoto den Kejserliga japanska flottans attackstyrka för attacken mot Pearl Harbor att samlas i Tankan eller Hittokappubukten på Etorofu-ön som är en del av de södra Kurilerna. Samlingspunkten valdes för dess sparsamma bebyggelse, avsaknad av utlänningar och konstanta dimtäcke. Amiralen gav order om förflyttning mot Hawaii morgonen den 26 november.
Den 10 juli 1943 bombades de japanska baserna på Shumushu och Paramushiro för första gången av åtta stycken B-25 Mitchell från 77:e bombskvadronen, ledda av kapten James L. Hudelson. Anfallet utgick från Alexai-flygplatsen och uppdraget riktade sig främst mot Paramushiro-baserna. Ett andra uppdrag flögs den 11 september 1943, när 11th Air Force skickade ut åtta B-24 Liberator och tolv B-25:or. Denna gång var japanerna på sin vakt och hade förstärkt sitt försvar. 74 man av besättningen i tre B-24:or och sju B-25:or återvände inte. 22 man dödades i strid, en blev tillfångatagen och 51 internerade i sovjetiska Kamtjatka. 11th Air Force genomförde ett andra bombuppdrag mot norra Kurilerna den 5 februari 1944. Japanerna rapporterade att Matsuwas militära installationer var föremål för amerikanska flyganfall mellan 1943 och 1944.
Amerikanernas Operation Wedlock, avledde den japanska uppmärksamheten mot norr och missledde dem om amerikanska strategin i Stilla havet. Planen inkluderade anfall från luften av USAAF och amerikanska flottans bombflygplan, kustbeskjutning av USA:s flotta och ubåtsoperationer. Japanerna utökade sin garnison på norra Kurilerna från 8 000 år 1943 till 41 000 man 1944 och höll mer än 400 flygplan på Kurilerna och Hokkaidōområdet, då de förväntade sig att amerikanerna kunde anfalla från Alaska.
Amerikanska strategiska planerare hade flyktigt övervägt en invasion av norra Japan från Aleuterna under hösten 1943, men förkastade idén som alltför riskfylld och opraktisk. De planerade också att använda Boeing B-29 Superfortress från Amchitka- och Shemya-baserna, men förkastade också den idén. Amerikanska militären höll dock fast vid dessa planer, då de beslutade om expansion av baserna på västra Aleuterna och större byggen igångsattes på Shemya. Men 1945 lades planerna över en möjlig invasion av Japan via den nordliga vägen för gott på hyllan.
18–31 augusti 1945 invaderade sovjetiska styrkor norra och södra Kurilerna. Hela den civila japanska befolkningen om cirka 17 000 utvisades fram till 1946. Mellan 24 augusti och 4 september 1945, sände 11th Air Force från United States Army Air Force två B-24:or på rekognosceringsuppdrag över norra Kurilerna i avsikt att fotografera de sovjetiska ockupationsstyrkorna i området. Sovjetiska stridsflygplan gensköt dem och tvingade iväg dem, en föraning om det kalla kriget som skulle komma.

## Nuvarande läge och ekonomi

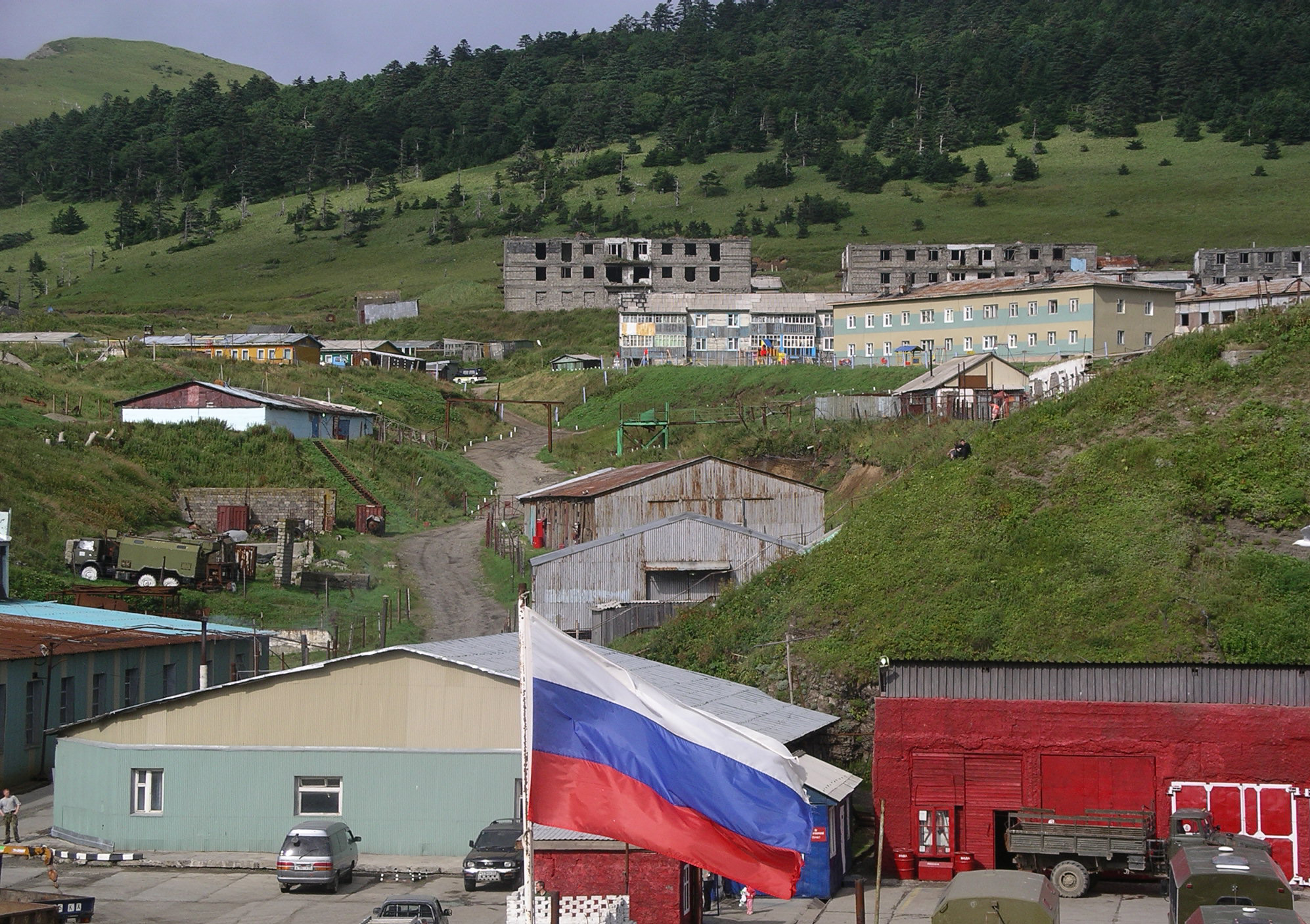
Huvudsamhälle på Sjikotan.

I dag bebor i runda tal 19 000 personer (etniska ryssar, ukrainare, vitryssar, tatarer, koreaner, nivcher, orotjer och ainu) Kurilerna. Omkring halva befolkningen lever under existensminimum. Fiske är primärförsörjningen. Öarna har strategiskt och ekonomiskt värde, i termer av fiskerier och mineraltillgångar av pyrit, svavel och diverse malm med flera metaller.
Fram till 2009 kunde den ekonomiska tillväxten i Ryssland även iakttas på Kurilerna. Det synligaste tecknet på förbättringar var nya satsningar på infrastruktur. Byggnadsarbetare hölls sysselsatta med att uppföra en pir och en vågbrytare i Kitovy-bukten, på mellersta Iturup, där pråmar fortfarande var det huvudsakliga transportsättet att ta sig mellan den skyddade viken och fartyg förankrade på redden. Till en kostnad av 1,26 miljarder rubel (330 miljoner SEK) byggdes en ny väg ut genom skogen nära öns största by, Kurilisk, som leder till en flygplats som öppnades under 2010.
Gidrostroj, Kurilernas största affärsgrupp med intressen i såväl fiske som bygg och fastigheter, konstruerade sin andra fiskberedningsfabrik på Iturup-ön 2006, med ett toppmodernt hanteringssystem.
För att komma till rätta med den ökande efterfrågan på elektricitet är den lokala administrationen också i färd med att uppgradera det statligt drivna geotermiska kraftverket vid Baranskij-berget; en aktiv vulkan, där ånga och hetvatten sprutar fram.
Japan och Ryssland debatterade 2010 och 2011 i heta ordalag anspråken på de fyra södra öarna, sedan den dåvarande ryske presidenten Dmitrij Medvedev besökt öarna 2010. Japan har utnämnt den 7 februari till Nordterritoriets dag, efter ett traktat från 1855 som Japan hänvisar till som stöd för sina anspråk. Japans premiärminister Naoto Kan höll ett tal denna dag där han hävdade anspråken. Den 9 februari 2011 deklarerade Dmitrij Medvedev att Ryssland skulle öka sin militära närvaro på Kurilerna.
Dispyten har hindrat de båda länderna från att formellt skriva ett fredsavtal efter andra världskriget.

## Atlasovön
Den näst nordligaste ön, Atlasovön (Araido på japanska), är en nästan perfekt vulkankon som reser sig rätt upp ur havet och har lett till åtskilliga japanska elegier i haiku, träsnittstryck och dylikt, som lovprisar dess skönhet, ungefär som de brukar göra om det välkända berget Fuji.
Den 13 januari 2007, alstrade en jordbävning med magnituden 8,3 en tsunamivarning. Tsunamin nådde Crescent City, Kalifornien och vållade där mindre skador.

## Öarna
Ryska källor omnämner visserligen öarna för första gången 1646, men den tidigaste detaljerade informationen om dem ges av forskningsresanden Vladimir Atlasov 1697. På 1700- och tidiga 1800-talet utforskades Kurilerna av Danila Antsiferov, I. Kozyrevskij, Ivan Jevreinov, Fjodor Luzjin, Martin Sjpanberg, Adam Johann von Krusenstern, Vasilij Golovnin, och Henry James Snow. 
Från norr till söder är de större öarna (inom parentes ges de japanska namnen):
Nordkurilerna (Kita-chishima / 北千島)
- Sjumsju (Shumushu / 占守島)
- Atlasovön (Araido / 阿頼度島)

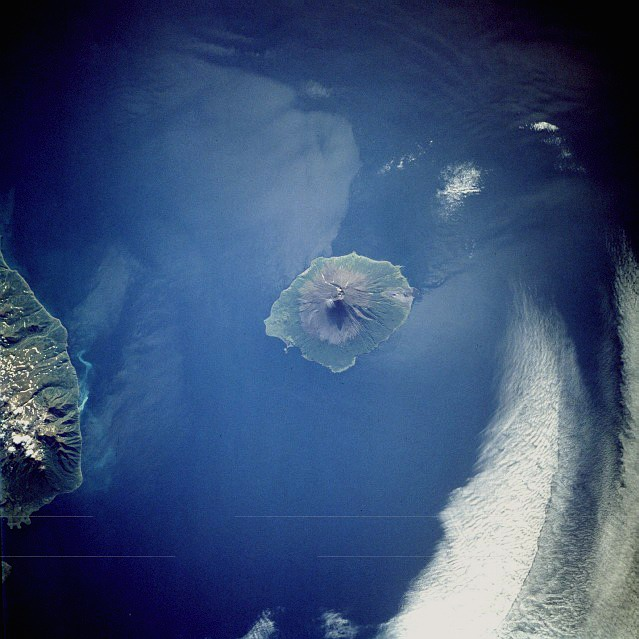
Atlasovön, Kurilernas näst nordligaste ö, sedd från yttre rymden

- Paramusjir (Paramushiru, Horomushiro / 幌筵島)
- Antsiferov (Shirinki / 志林規島)
- Makanrusji (Makanru / 磨勘留島)
- Onekotan (Onnekotan / 温禰古丹島)
- Charimkotan (Harimukotan, Harumukotan / 春牟古丹島)
- Ekarma (Ekaruma / 越渇磨島)
- Tjirinkotan (知林古丹島)
- Sjiasjkotan (Shasukotan / 捨子古丹島)
- Raikoke (雷公計島)
- Matua (Matsuwa, Matsua / 松輪島)
- Rassjua eller Rasshya (Rasutsuwa, Rashowa, Rasuwa / 羅処和島)
- Usjisjir (Ushishiru / 宇志知島)
- Ketoj (Ketoi / 計吐夷島)
- Simusjir (Shimushiru, Shinshiru / 新知島)
- Broutona (Buroton, Makanruru / 武魯頓島)
- Tjirpoj (Chirihoi, Chieruboi / 知理保以島)
- Brat Tjirpojev (Chirihoinan / 知理保以南島)
- Urup (Uruppu / 得撫島)

Södra Kurilerna (Minami-chishima / 南千島)
- Iturup (Etorofu / 択捉島)
- Kunasjir (Kunashiri / 国後島)
- Sjikotan (色丹島)

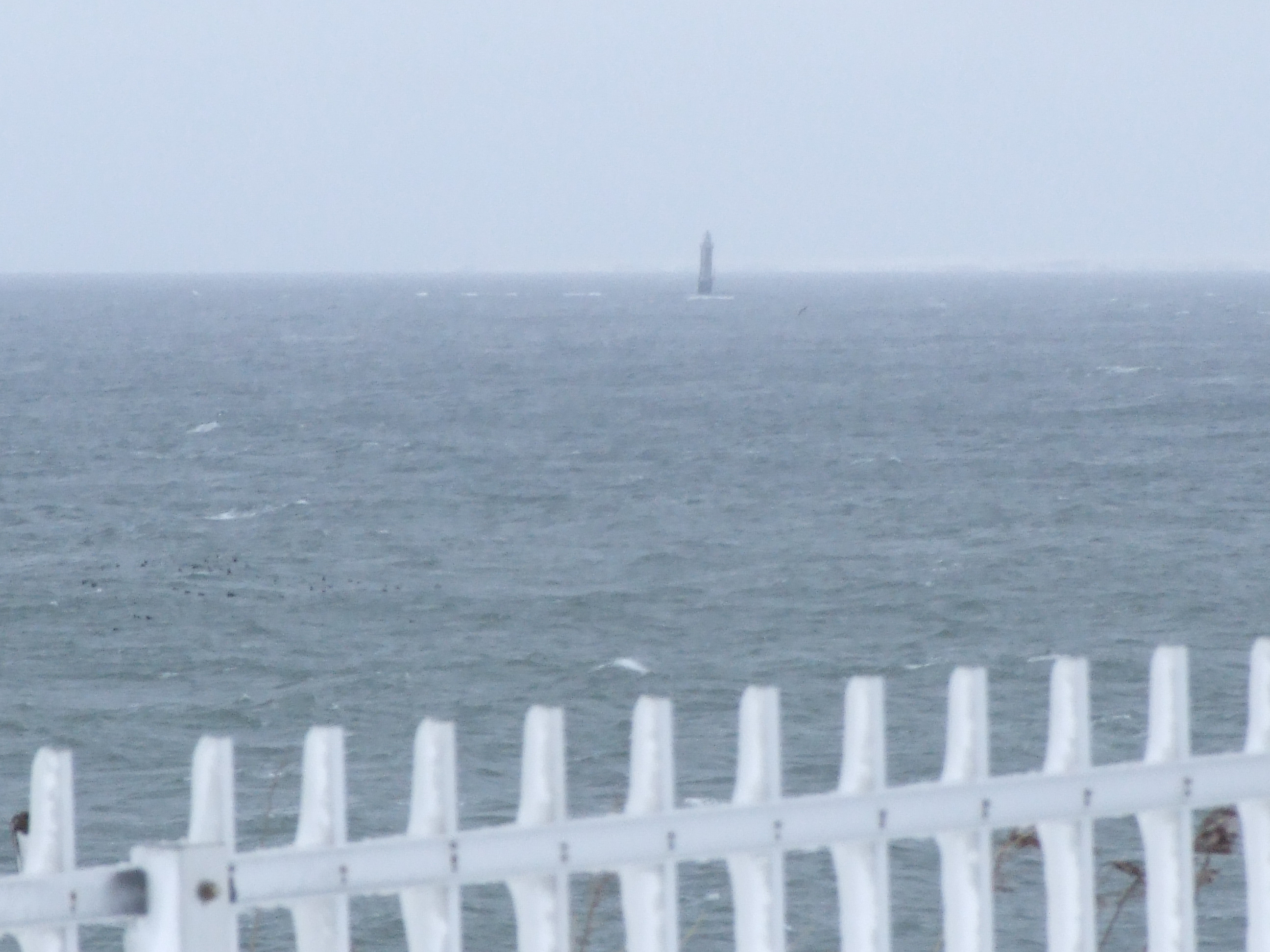
Signalnyj-kobben, sedd från Kap Nosappu, Japan

- Chabomaj-kobbarna (Habomai Shotō / 歯舞諸島)
  - Moneron (Kaiba / 海馬島)
  - Polonskogo (Taraku / 多楽島)
  - Zeljonyj (Shibotsu / 志発島)
  - Jurij (勇留島)
  - Anutjina (Akiyuri / 秋勇留島)
  - Charkar (Harukaru / 春苅島)
  - Tanfiljeva (Suishō / 水晶島)
  - Signalnyj (Kaigara / 貝殻島)